# Batalha de Útica (49 a.C.)
A Batalha de Útica foi travada em 49 a.C. entre as forças de Júlio César, comandadas pelo general Caio Escribônio Curião contra os legionários de Pompeu, comandados por Públio Ácio Varo e apoiados pela cavalaria e a infantaria númida enviada pelo rei Juba I. Curião derrotou Varo e o forçou a recuar para a cidade de Útica.

## Contexto
Depois que Júlio César cruzou o Rubicão em janeiro de 49 a.C., a República Romana entrou numa guerra civil na qual uma parte dos dos senadores romanos, conhecidos como optimates, estava determinada a destruí-lo sob a liderança do grande general Pompeu. Depois de avançar pela Itália numa tentativa de chegar até Pompeu para separá-lo da liderança republicana, César não conseguiu evitar que ele chegasse até Brundísio e de lá embarcasse para a Macedônia. Ao invés de persegui-lo, César preferiu lidar com as forças pompeianas que ainda mantinham o controle sobre importantes províncias ocidentais. Em março de 49 a.C., enquanto marchava para a Hispânia, César enviou trinta e uma coortes (aproximadamente três legiões) para a África sob o comando de Caio Escribônio Curião com a missão de eliminar a resistência na província. Antes da partida de Curião, suas forças foram reforçadas por uma legião adicional e mais 1 000 cavaleiros gauleses. Como Curião tinha pouca experiência real, César nomeou um legado de sua confiança para ser seu segundo em comando, Caio Canínio Rébilo.
Na época, a África era governada por Públio Ácio Varo, que, depois de fugir de Velho Áuximo (moderna Osimo, na Itália) durante a marcha de César pela Itália, chegou até Útica. Ele encontrou a província num "limbo", pois o propretor, Consídio Longo, havia terminado seu mandato como governador e já estava na Itália enquanto seu sucessor, Lúcio Élio Tuberão ainda não tinha chegado. Varo já havia antes sido propretor da África alguns anos antes e estava decidido a tomar a província em nome de Pompeu. Fazendo uso de seus conhecimentos e conexões locais, ele conseguiu arregimentar duas legiões. Quando Tuberão finalmente apareceu em Útica para assumir seu posto, Varo o expulsou. Para consolidar ainda mais sua posição na África, Varo passou a contar com o apoio de Juba, o rei da Numídia, cujo pai devia sua posição a Pompeu. Juba tinha uma rixa pessoal contra Curião que, quando foi tribuno da plebe, propôs uma lei que teria convertido a Numídia numa província romana.
Neste ínterim, Curião cruzou para a Sicília e de lá expulsou um senador republicano, Marco Pórcio Catão, que fugiu de Siracusa em 23 de abril de 49 a.C. para se juntar a Pompeu no oriente. Sem encontrar oposição na Sicília, Curião decidiu permanecer lá até saber como andava a campanha na Hispânia. Só no início de agosto que ele, deixando metade de suas forças para trás, embarcou em Lilibeu para a África. Com uma frota de cem transportes e doze galés que levavam duas legiões e 500 cavaleiros, expulsou a frota de Lúcio César e desembarcou na baía de Tonara, em Cabo Bon.

## Operações preliminares
Depois de ordenar que sua frota seguisse para Útica, Curião começou sua marcha para lá contornando o golfo. Em três dias ele chegou até a margem sul do rio Bagradas. Deixando a infantaria lá sob o comando de Rébilo, Curião levou a cavalaria para o norte para encontrar um bom local para acampar perto de Útica, que foi chamado de "Castra Cornelia". numa colina a oeste da cidade. Dali ele conseguia avistar o acampamento de Varo, que estava perto da cidade e tinha o seu lado mais distante protegido pela seção nordeste de sua muralha, o mais próximo, pelo mar e um anfiteatro, o que permitia a aproximação apenas passando por uma passagem muito estreita; Para o sul, Curião notou uma longa fila de fugitivos buscando a segurança das muralhas de Útica e decidiu atacá-la para instigar o pânico. o que forçou Varo a enviar 1 000 de suas tropas númidas (600 cavaleiros e 400 soldados) para ajudar no resgate. As duas forças se encontraram e os númidas, pouco acostumados ao combate à curta distância, foram repelidos com 120 baixas.
Em seguida, Curião, notando que os cerca de 200 navios que abrigavam os suprimentos do exército Varo estavam desprotegidos no porto de Útica e sabendo que a sua própria frota estava em posição de atacar, decidiu capturar os suprimentos. Ele ordenou que os capitães dos navios removessem suas cargas e as colocassem na praia, perto de onde Curião planejava construir seu acampamento. Depois de serem ameaçados de morte, os capitães cumpriram a ordem e rapidamente partiram com seus navios vazios.
Retornando vitorioso ao acampamento em Bagradas, as legiões o aclamaram como "imperator". No dia seguinte, Curião ordenou a marcha até Útica, mas, ao invés de seguir para Castra Cornelia, que ele havia escolhido como local de acampamento, Curião decidiu assumir a ofensiva e se posicionou numa elevação a sudoeste da cidade. Seus soldados ainda estavam preparando o acampamento quando patrulhas relataram terem visto um grande destacamento de reforços númidas à caminho, enviados pelo rei Juba para ajudar Varo. Quando eles puderam ser avistados, Curião, que não havia se incomodado em enviar mais patrulhas, começou a demonstrar seu nervosismo. Ele apressadamente enviou sua cavalaria para tentar impedir o avanço númida enquanto tentava reunir o mais rapidamente possível seus legionários, que estavam cavando trincheiras, para que formassem uma linha de batalha. A cavalaria deu combate aos númidas, que, se aproximando de forma desordenada, foram pegos de surpresa e se dispersaram com pesadas perdas. Antes que Curião pudesse enviar suas legiões, a cavalaria númida, que havia escapado do massacre, conseguiu entrar em Útica.
Na noite seguinte, dois centuriões, acompanhados por vinte e dois homens, desertaram do acampamento de Curião e seguiram para Útica. Eles contaram que as tropas de Curião estavam muito infelizes com seu comandante e que ele devia tentar convencê-los antes do combate. Varo concordou com a estratégia e, na manhã seguinte, reunião suas tropas e as levou para para fora do acampamento. Curião fez o mesmo com as suas forças. Os dois exércitos estavam separados por um vale de aproximadamente 70 metros de largura, entre a cidade e um charco. O irmão de Varo, Sexto Quintílio Varo, um senador, emergiu das tropas do irmão e urgiu às tropas Curião que não lutassem por seu comandante e sim por Varo. As tropas ouviram em silêncio e Varo retornou para seu acampamento, com Curião também fazendo o mesmo. Naquele dia, com os homens de Curião contemplando a possibilidade de abandonar seu comandante, Curião convocou seus oficiais para se aconselhar. Alguns pediram que ele atacasse imediatamente, antes que tivesse um motim em suas mãos. Outros sugeriram que ele esperasse e deixasse que Varo fosse até ele, o que daria aos soldados algum tempo para se acalmarem. Curião rejeitou os dois conselhos e decidiu conversar diretamente com seus homens. Depois de ordenar que as tropas fossem perfiladas, Curião lembrou-lhes de seus juramentos feitos a Júlio César e que eles o haviam aclamado "imperator". O efeito foi imediato e os rumores acabaram.

## Batalha
No dia seguinte, foi Curião que liderou seus homens para a batalha primeiro e Varo veio em seguida. Eles alinharam suas tropas da mesma forma que já haviam feito no dia anterior. Apesar de os lados do vale terem apenas 2 metros de altura, as elevações eram íngremes e, por isso, os dois exércitos esperaram para ver quem iniciaria a travessia em direção ao outro. No fim, Varo ordenou que a cavalaria númida, com o apoio de auxiliares leves, atravessasse o vale. Curião enviou sua própria cavalaria com o apoio de duas coortes para contrapor-lhes. A cavalaria númida, abatida pela derrota dois dias antes, se virou e fugiu; os auxiliares foram cercados e aniquilados. Neste ponto, o legado de Curião, Caio Canínio Rébilo, urgiu que ele aproveitasse a vantagem e avançasse. Lembrando seus homens dos juramentos que haviam feito antes, o próprio Curião liderou a carga. Cruzando o vale e se espalhando pela elevação inimiga, Curião percebeu que as forças de Varo haviam quebrado a linha e estavam fugindo. Na perseguição, muitas das tropas de Varoforam pisoteadas até a morte por seus colegas no afã de fugir enquanto outros foram mortos pelos homens de Curião. Muitos só pararam de correr quando chegaram em Útica. Varo foi desmoralizado de forma tão completa que recuou quase todo o seu exército para a segurança das muralhas da cidade e deixou apenas um trombeteiro e umas poucas tendas para trás para manter as aparências.
O resultado final foi que Varo perdeu cerca de 600 homens e tevem por volta de 1 000 feridos; os feridos de Curião foram apenas 100.

## Consequências
Na confusão da batalha, Curião foi pressionado a tomar a cidade de Útica antes que Varo pudesse se reagrupar, mas ele se manteve a distância, pois não tinha meios para tomar uma cidade de assalto. No dia seguinte, porém, Curião começou a formar uma contravalação de Útica, cujo objetivo era subjugar a cidade pela fome. Varo foi contatado pelas lideranças da cidade, que imploraram para que ele se rendesse, poupando a cidade dos horrores de um cerco. Varo, porém, tinha acabado de saber que o rei Juba estava a caminho à frente de uma grande força e os assegurou que, com a ajuda de Juba, Curião seria rapidamente derrotado. Curião recebeu os mesmos reportes e levantou o cerco, marchando para Castra Cornelia.
Estes falsos reportes fizeram com que ele baixasse sua guarda, o que levou diretamente à Batalha do rio Bagradas (49 a.C.).